# Xylocopa punctifrons
Xylocopa punctifrons là một loài Hymenoptera trong họ Apidae. Loài này được Cockerell mô tả khoa học năm 1917.